# Hyperion (romance)
Hyperion é um livro de 1989 vencedor do Hugo Award de ficção científica do escritor americano Dan Simmons. É o primeiro livro da série Hyperion Cantos, e é o único da série a empregar extensivamente o estilo literário de história em quadros (dispositivo literário que emprega histórias dentro da história). O enredo do livro apresenta várias linhas de tempo e personagens. Este livro é sucedido em 1990 pelo livro de ficção The Fall of Hyperion do mesmo escritor.

## Contexto
No século 28, a humanidade se espalhou por toda a galáxia, primeiro a bordo de naves espaciais propulsionadas por Motor de Hawking e, em seguida, através de "farcasters", que permitem viagens quase instantânea entre eles, independente das distâncias. A rede de farcasters (chamada de "WorldWeb") é a base infraestrutural e econômica Hegemonia do Homem e, portanto, determina toda a cultura e sociedade. Também fluindo através desses portais são as estruturas da "datasphere" (uma rede que lembra a Internet em design, mas muito mais avançada). Nesta rede se encontra o poderoso, conhecedor e totalmente inescrutável TechnoCore — uma vasta aglomeração de milhões de IAs que administram quase todas as peças de alta tecnologia da humanidade. A arrogância irracional do homem resultou na morte do planeta-natal Terra e esta filosofia arrogante foi levada adiante às estrelas por séculos.
A Hegemonia em si é uma grande sociedade em decadência, dependente das suas forças armadas para incorporar colônias nos planetas da WorldWeb, mesmo forçadamente, e também para defender a hegemonia de ataques dos Ousters, bárbaros interestelas que vivem livre e além dos limites da Hegemonia e fogem de todos as criações da TechnoCore (até mesmo os farcasters). O chefe político da Hegemonia é um executivo assessorado pelo conselho consultivo TechnoCore. Todos os conselhos do Core e previsões são incertas devidos pelos fatores os quais ele não pode quantificar que são as estruturas misteriosas Túmulos de Tempo e de uma criatura chamada de Shrike nas remota colônia no mundo Hyperion (em homenagem ao poema de John Keats). Pior ainda, os Ousters são há muito tempo obcecados por Hyperion, e a invasão da colônia é iminente.
Dentro dessa crise em evolução foram convocados sete peregrinos para fazer a viagem até os Túmulos de Tempo e ao Shrike, quem parece proteger os Túmulos, para lhe pedir um desejo. O Shrike é um objeto de culto, a Church of the Final Atonement (lit. Igreja da Redenção Definitiva). Ocasionalmente a igreja envia um número primeiro de peregrinos ao Túmulos de Tempo; há uma lenda de que todos com exceção de um dos peregrinos são esquartejados e este restante tem seu pedido concedido.

## Principais personagens
- O Shrike é um monstro e anti-herói da trama. É conhecido por espetar pessoas em uma enorme árvore de metal, da qual os galhos são enormes chifres de metal. Recebeu o nome a partir do pássaro "picanço" que espeta os corpos de suas presas em espinhos de árvores e arbustos.
- O Cônsul é o antigo governador planetário de Hyperion. Ele é pela maior parte do primeiro livro uma personagem enigmática, observando e relatando as histórias dos outros sete peregrinos mas relutante a relatar a sua própria. Ele é um das poucas dezenas de pessoas entre cinquenta bilhões de cidadãos da Hegemonia a ter sua própria nave estelar.
- Meina Gladstone é a Diretora Executivo da Hegemonia do Homem e Comandante em Chefe, ex-senadora, residindo no planeta Tau Ceti, que é centro administrativo da Hegemonia.
- Lenar Hoyt é um padre católico num universo onde o Catolicismo se reduziu a apenas uma sobra do que já foi, com apenas alguns milhares de seguidores.
- Fedmahn Kassad é um coronel da força militar FORCE da Hegemonia do Homem, com descendência Palestina de Marte.
- Brawne Lamia é uma detetive particular. Seu nome provavelmente deriva de uma combinação de Fanny Brawne, o amor não correspondido de John Keats, e da sua obra  Lamia e Outros Poemas. Brawne é filha do senador Byron Lamia, Brawne is the daughter of Senator Byron Lamia, uma vez amigo de Meina Gladstone, que "aparentemente" cometeu suicídio quando Brawne era uma criança.
- Het Masteen é mais misterioso dos sete peregrinos. Ele é um Templar — um tipo de padre da natureza — que é capitão da Treeship Yggdrasil que leva os peregrinos à Hyperion.
  - Treeships são árvores vivas propulsionadas por Ergs (um ser alienígena que emite campos de força) pelo espaço. Os ergs também geram campos de contenção (campos de força) em volta da árvore que mantém a sua atmosfera intacta. Há apenas quatro treeships em existência, incluindo a Yggdrasil.
- Martin Silenus é um poeta de boca suja. Nascido na Terra antes da sua destruição, ele é incrivelmente velho. Assim como John Keats, ele está trabalhando em um poema não terminado.
- Sol Weintraub é um escolar Judeu. Sua filha foi infectada por uma doença que veio a se chamar "Doença de Merlin", que fez com que envelhecesse para trás: ela fica mais jovem com o tempo.

## Reconhecimento
- Premiado com o Hugo Award, 1990[1]
- Premiado com o Locus Award, 1990[1]
- Indicado ao British Science Fiction Award, 1990[1]
- Indicado ao Arthur C. Clarke Award, 1992[2]